# Constans II (tiếm vị)
Constans II (tiếng Wales: Custennin) là trưởng nam của Hoàng đế Tây La Mã Constantinus III và được phụ hoàng phong làm đồng hoàng đế trong khoảng thời gian từ năm 409 tới 411. Ông bị quân nổi loạn giết năm 411.

## Tiểu sử
Là trưởng nam của Claudius Constantine và anh trai của Julianus, thời còn trẻ, Constans từng là một thầy tu. Mùa hè năm 408, Constans được cha ông, người đã tự xưng Hoàng đế ở Britannia năm trước và tiến vào Gallia, tấn phong làm Caesar. Ông được vua cha gửi tới tỉnh Hispania cùng với magister militum Gerontius và thái thú Apollinaris để cai trị tỉnh này và chống lại các thành viên của Viện Nguyên lão (bốn anh em họ của Honorius - Theodosiolus, Lagodius, Didymus và Verenianus). Bốn người này không nhận ra rằng Constantinus III vẫn trung thành với vị Augustus ở Ravenna. Sau khi phải hứng chịu một số thất bại ban đầu, Constans đã đánh bại và bắt sống hai trong số kẻ thù của mình (Didymus và Verenianus), trong khi hai người kia (Lagodius và Theodosiolus) tẩu thoát sang Constantinopolis. Ông để vợ và gia đình của mình ở Zaragoza dưới sự chăm sóc của Gerontius để áp giải hai tù nhân quay về Arles, nơi hai người này bị xử chém.
Mùa thu năm 409, người rợ cướp bóc tàn phá xứ Gallia và vượt dãy Pyrenees, quét bay hệ thống phòng thủ của La Mã và tiến vào Hispania. Constantinus nâng Constans lên vị trí Augustus mà không có sự đồng ý của hoàng đế Honorius. Constans tiến vào Hispania để giải quyết vấn đề, nhưng chưa kịp khởi hành thì đã nhận được tin rằng người rợ đã bị Gerontius đã ngăn chặn. Gerontius tạo phản và tôn con trai hoặc bộ hạ của mình tên là Maximus của Hispania làm Augustus. Với sự ủng hộ của người rợ, Gerontius đã tiến đánh lãnh thổ của Constantinus. Năm 411, khi Gerontius chiếm được Vienne, Constans bị bắt và bị giết.